# Sarascelis chaperi
Sarascelis chaperi là một loài nhện trong họ Palpimanidae. Loài này được phát hiện ở Ivoorkust và Guinee-Bissau.